# Burg Uerdingen
Die Burg Uerdingen ist eine Burg im Krefelder Stadtteil Uerdingen in Nordrhein-Westfalen.
Im 14. Jahrhundert wurde die Burg vermutlich von dem kurkölnischen Erzbischof Heinrich III. von Virneburg erbaut. Sie wurde zur Befestigung der 1333 erstmals erwähnten Stadtmauer zur Rheinseite errichtet und stellte als Stadtfeste zusammen mit der Burg Linn eine starke Befestigung des kurkölnischen Territoriums im Norden dar. 
1839 kam die Burg in Privatbesitz und wurde in die bestehende spätklassizistische Form umgebaut.